# Apróláb
Az Apróláb (eredeti cím: Smallfoot) 2018-ban bemutatott amerikai 3D-s számítógépes animációs filmvígjáték, amely Sergio Pablos kiadatlan mesekönyve nyomán készült. Rendezője Karey Kirkpatrick, a forgatókönyvet Karey Kirkpatrick és Clare Sera írta. A főszereplők eredeti hangjain a filmben Channing Tatum, James Corden, Zendaya, Common, LeBron James, Danny DeVito, Gina Rodriguez, Yara Shahidi, Ely Henry és Jimmy Tatro szólal meg.
A filmet az Amerikai Egyesült Államokban 2018. szeptember 28-án, míg Magyarországon egy nappal korábban, szeptember 27-én mutatták be a mozikban.

## Cselekmény
Migó, a hóbortos jeti az  első gongkongatói napján nem találta el a gongot hanem elrepült. Talált egy embert, amit a jetik aprólábnak neveznek és nem hisznek a létezésében. Eközben felkelt hívás nélkül az égi csiga. Migót majdnem eltalálta egy repülőgép még mielőtt megtalálta az embert. Eközben Percy hallotta a Migóval való találkozását. Míg Migó megmutatta a repülőgépet ami az orra előtt lezuhant. Migó Miggivel a Kő őrző lányával barátkozott és az bevette a bandájába. Migó tovább bizonygatta hogy létezik Apróláb, ezért száműzték. Percy Brendát az asszisztensét próbálta rávenni hogy a jeti jelmezbe öltözve tegye őt híressé. Elkezd énekelni egy dalt Brendának de egy rövid időre nem néz oda és addig a lány lelép. Erre Percy kimegy és találkozik Migóval akiről azt hiszi hogy Brenda az a jetijelmezben. Elkezd forgatni de meglátja Brendát és ekkor rájön, hogy egy jetivel áll szemben.

Percy megpróbálja megölni Migót de sikertelenül. Percy Migó fejére ül de pont eltalálja a saját altató lövedéke. Migó elkezdi Percyt hordozni de egy hóvihar miatt beviszi egy barlangba Ott észreveszi hogy az Apróláb megfagyott. Miután átmelegítette az ember elfut és találkozik egy medvével akitől Migó megvédi. Majd megérti hogy a jeti barátkozni szeretne ezért veletart a faluba. Migó a faluban büszkén mutogatja Percyt, akinek nagy sikere lesz de Kő őrző bezárja egy üvegbe. Ezután Migónak megmutatta a titkot hogy miért jó ha nem hisznek az aprólábakban. Migó emlékszik hogy Percy is hasonlót tett vele ezért korábbi barátait kigúnyolja és azt mondja hogy az apróláb egy jak. Ezután Migi eltűnik ezért ő és barátai megkeresik.Majd elkezdi a jetiket üldözni a rendőrség ezért Migó magára vonja a figyelmet de Percy lelövi. Percy jetiruhában odaáll a rendőröknek. Ezalatt Migó  odaér a többiekhez és azok csodálkoznak hogy a rendőrök előtt lévő alak Percy. Majd a jetik megjelennek és egy csomó ember mellettük áll. A jetik új vallást találnak ki maguknak.

## Szereplők
| Szereplő        | Eredeti hang    | Magyar hang                      | Leírás |
| --------------- | --------------- | -------------------------------- | ------ |
| Migo            | Channing Tatum  | Szatory Dávid                    | ?      |
| Percy Patterson | James Corden    | Jéger Zsombor                    | ?      |
| Meechee         | Zendaya         | Csuha Borbála Radics Gigi (ének) | ?      |
| Kőőrző          | Common          | Kálid Artúr                      | ?      |
| Gwangi          | LeBron James    | Barabás Kiss Zoltán              | ?      |
| Kolka           | Gina Rodriguez  | Andrusko Marcella                | ?      |
| Dorgle          | Danny DeVito    | Balázs Péter                     | ?      |
| Brenda          | Yara Shahidi    | Csondor Kata                     | ?      |
| Fleem           | Ely Henry       | Scherer Péter                    | ?      |
| Thorp           | Jimmy Tatro     | Bognár Tamás                     | ?      |
| Medvemama       | Patricia Heaton | Udvarias Anna                    | ?      |
| Garry           | Justin Roiland  | ?                                | ?      |
| Pilóta          | Jack Quaid      | Bercsényi Péter                  | ?      |
| Operatőr        | ?               | Varga Rókus                      | ?      |
| Karaokézó srác  | ?               | Welker Gábor                     | ?      |
| Soozie mamája   | Sarah Baker     | ?                                | ?      |

- További magyar hangok: Gyöngy Zsuzsa, Kis-Kovács Luca, Láng Balázs, Magyar Bálint, Rosta Sándor, Sági Tímea, Seder Gábor, Törköly Levente
- Énekhangok: Bolba Éva, Boros Tamás, Magyar Bálint, Márkus Luca, Nádasi Veronika, Péter Barbara, Sánta László, Szentirmai Zsolt, Vágó Bernadett